# Erik Dahlbergh

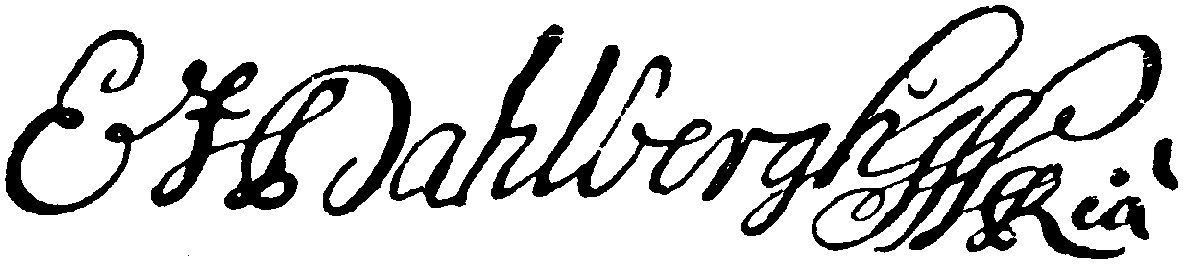
Podpis

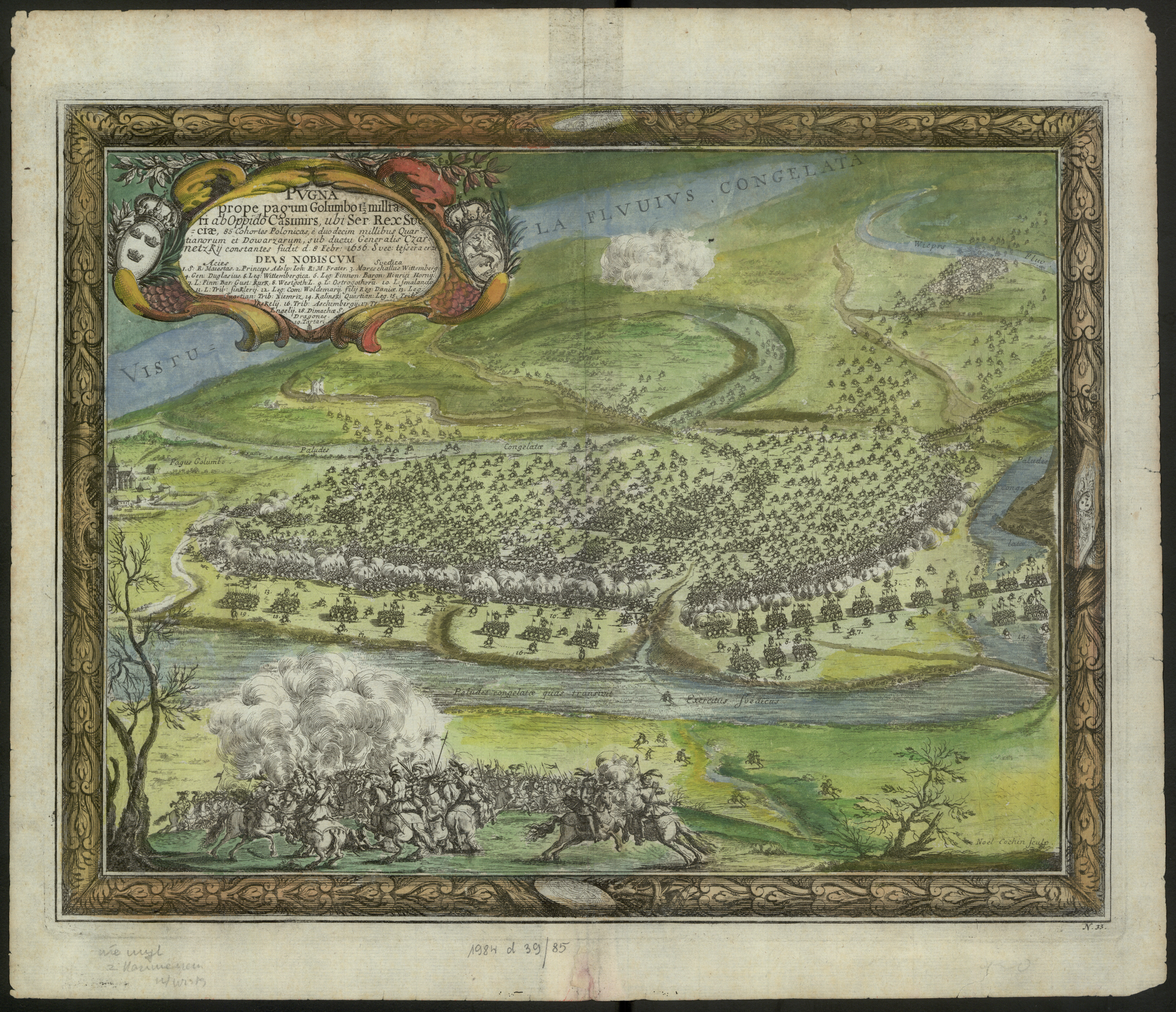
Bitwa pod Gołębiem wg miedziorytu Erika Dahlbergha, [non ante 1696

Erik Jönsson Dahlbergh (ur. 10 października 1625 w Sztokholmie, zm. 16 stycznia 1703 tamże) – szwedzki marszałek polny, urzędnik, dyplomata, oficer, historyk, kartograf, artylerzysta, inżynier wojskowy, baron a następnie hrabia, gubernator, budowniczy, polityk, podróżnik, architekt oraz rysownik.

## Życiorys
Urodzony w rodzinie chłopskiej, dostąpił nobilitacji do barona i marszałka polnego na rok przed śmiercią dzięki swoim rozlicznym talentom. Osierocony w młodym wieku, został zatrudniony jako pisarz w 1641 u Gerta Rehnskiölda w administracji Pomorza i Meklemburgii. W wieku lat 20 otrzymał nominację na oficera. 
W 1648, w trakcie swoich studiów nad fortyfikacjami, zniszczył pozostałości zamku książąt pomorskich w Demmin na terenie ówczesnego Pomorza Szwedzkiego, wysadzając w powietrze jego wieżę.
W 1648 został wysłany do Frankfurtu nad Menem, aby dopilnować spłaty kontrybucji na mocy pokoju westfalskiego. Tutaj u Georga Andreasa Böcklera uczył się rysunku, studiował architekturę, sztukę fortyfikacji i rysowanie map. 
W 1656 został wezwany przez króla szwedzkiego Karola X Gustawa. Dahlbergh przybył do Polski tuż przed bitwą pod Warszawą; stworzył wówczas pierwszy z serii wielu rysunków, na których uwiecznił dziesiątki polskich miast i miasteczek. Króla już nie zastał w obozie pod Nowym Dworem Mazowieckim i wyruszywszy wzdłuż Wisły do Torunia, z rąk króla odebrał we Fromborku 26 września 1656 dyplom nominacji na naczelnego kwatermistrza w randze podpułkownika.
Zadaniem jego było nadzorowanie zdobytych zamków i twierdz i ocena możliwości ich umocnienia lub zniszczenia - w ten sposób zniszczono zamki w Złotowie, Łowiczu i Kruszwicy. Niemniej, zanim wydał rozkaz zniszczenia, sporządzał dokumentację, którą możemy podziwiać także dzisiaj.
Oprócz rysunków bitew i zamków, utrwalił on także takie wydarzenia jak składanie przez magnatów polskich poddańczej przysięgi królowi szwedzkiemu na przedpolach Krakowa, poselstwo polskie u Karola Gustawa pod Kołem, spotkanie szwedzkiego króla z księciem siedmiogrodzkim Jerzym Rakoczym w pobliżu Ćmielowa. Nie został w Polsce do końca wojny północnej, lecz wyjechał do Danii, gdzie w 1659 kierował oblężeniem Kopenhagi.
Dzieła Dahlbergha, w tym rysunki przywiezione z Polski, zostały wydane w wielkiej księdze Samuela Pufendorfa sławiącej wojenne czyny króla Karola X Gustawa De rebus a Carolo Gustavo Sueciae Rege gestis..., wydana w Norymberdze w 1696.
Pomimo swoich zasług Dahlbergh został zapomniany i długo nie otrzymywał awansu, pomimo swojego udziału w późniejszych wojnach. Otrzymał od króla Anglii Karola II Stuarta propozycję wstąpienia do niego na służbę, z której nie skorzystał. W 1676 otrzymał nominację na generalnego inspektora fortyfikacji i brał udział w późniejszych wojnach: wojnie pomiędzy Danią a Szwecją w latach 1675–1679 i w wojnie północnej, gdzie w 1701 kierował obroną obleganej przez Sasów Rygi (od 1696 był gubernatorem Inflant). Awansowany na feldmarszałka w 1693. Był też założycielem szwedzkiego korpusu inżynierów.